# Банул, Вячеслав Геннадьевич
Вячеслав Геннадьевич Банул (13 января 1972) — советский и белорусский футболист. Выступал на позициях защитника и полузащитника. Сыграл более 200 матчей в высшей лиге Белоруссии.

## Биография
Родился 13 января 1972 года. Воспитанник СДЮШОР-7 города Могилёв. Во взрослом футболе дебютировал в 1990 году, выступая в третьей лиге чемпионата СССР за могилёвский «Днепр». В 1992 году, уже в Высшей лиге чемпионата независимой Белоруссии, Банул вместе с командой познал первый значительный успех — второе место в итоговой таблице и серебряные медали под руководством главного тренера Владимира Костюкова (1954—2015).
На счету Банула выступления и в международных турнирах — еврокубки и Кубок Содружества.
Завершил карьеру в 2005 году в составе ФК «Торпедо-Кадино».

## Личная жизнь
Окончил педагогический факультет Могилёвского государственного университета им. А. А. Кулешова.

## Достижения
«Днепр» (Могилёв)
- Серебряный призёр Белоруссии: 1992
- Финалист кубка Белоруссии: 1992

«Белшина»
- Обладатель кубка Белоруссии: 1999

«Ташир»
- Обладатель кубка Калужской области 2002
- Обладатель кубка Калуги 2002